# Мядининкай
Мя́дининкай (лит. Medininkai) — деревня в Вильнюсском районе Литвы, административный центр Мядининкского староства.
Находится в 26 км от Вильнюса и 2 км от границы Литвы и Беларуси.
Население — 508 человек (по переписи 2001 года).

## История

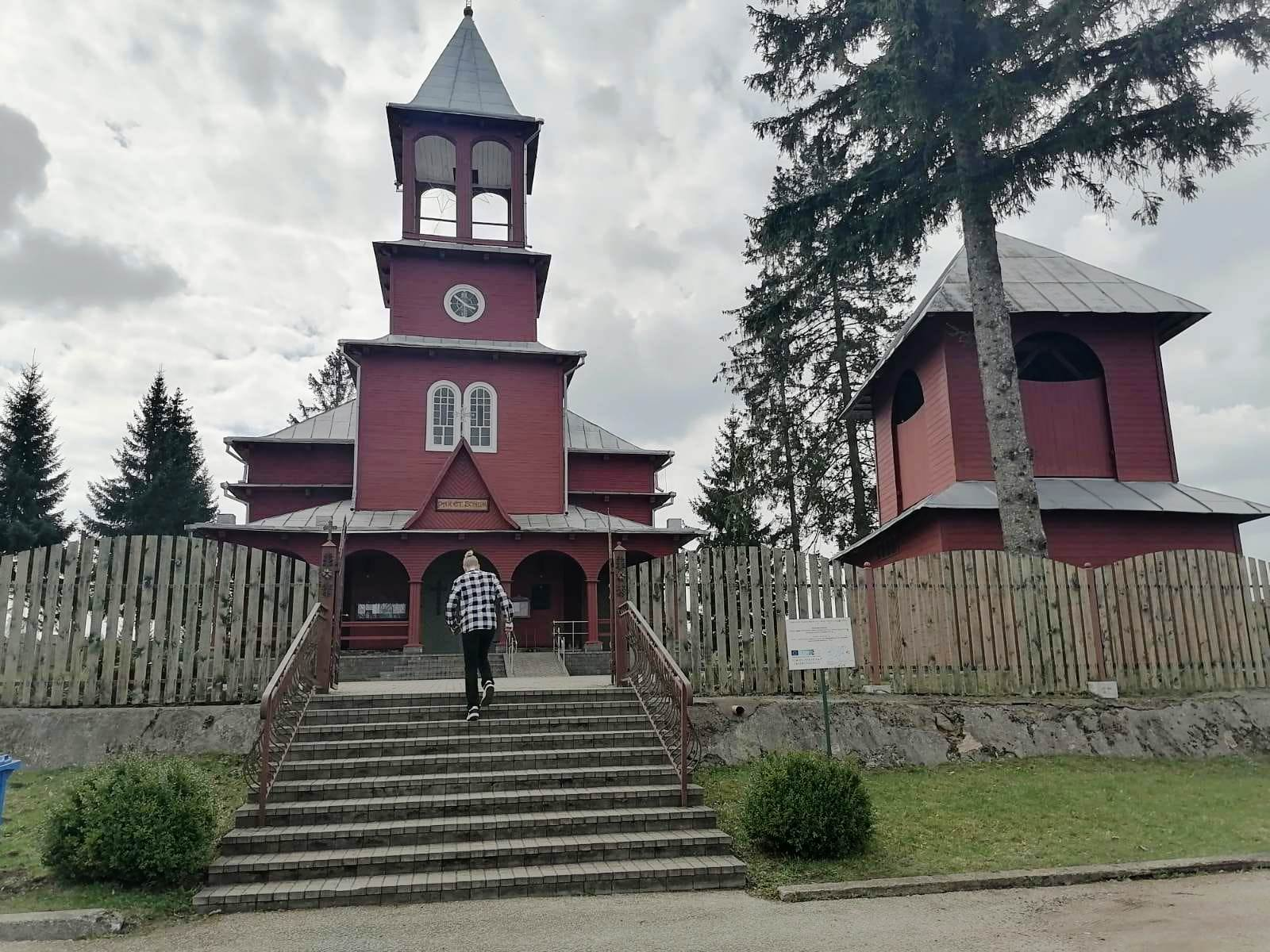
Костёл в Мядининкай

В конце XIV века в Мядининкай был построен один из первых в Литве костёлов. Нынешний костел построен в 1931 году. До 1939 года — Ме́дники.  В состав Литвы Мядининкай вошел в 1940 году, после передачи части территории из БССР. В советское время действовал колхоз.

### Медницкий замок
Медницкий замок — одна из крепостей, выстроенных в XIV веке литовским князем Гедимином. Его часто посещали князья Ольгерд и его сын Ягайло. Также замок был летней резиденцией князя Казимира, в нём Ян Длугош обучал его детей. Вскоре замок пришел в упадок. В подлинном виде сохранилась часть оборонительный стены и башен. В конце сентября 2012 года замок открылся после реконструкции.

### Нападение на таможенный пункт под Мядининкаем
31 июля 1991 года, в период распада СССР, группа бойцов Рижского и Вильнюсского ОМОНа напала на таможенный пост Мядининкай. В результате этого инцидента 7 человек были убиты, а один — тяжело ранен.